# 輔教王
辅教王，明朝授予乌思藏思达藏地方（今西藏自治区吉隆县一带）藏传佛教萨迦派领袖人物的封号。
元朝末年帕竹政权取代萨迦政权之后，萨迦派仍控制有后藏西部思达藏等地区，具有一定实力。明成祖初年，明朝命僧人智光持诏入藏宣谕当地首领，并赐以银币。萨迦地方僧人南喀雷必坚赞（1399—1444，《明史》作南渴烈思巴，又称答仓地面王子、思达藏僧）为元朝萨迦都却拉章一支之后，因帕木竹巴绛曲坚赞于元惠宗至正十四年（1354年）攻取萨迦寺，其先人避居萨迦以南之达仓（即思达藏，今吉隆）。永乐十一年（1413年），一说永乐十三年（1415年），明成祖封南喀雷必坚赞为“辅教王”，赐印诰，彩币。辅教王由其子孙南葛坚参巴藏卜、南葛劄失坚参叭藏卜所承袭，由明廷赐诰往封。成为萨迦寺王。

## 延伸阅读
[在维基数据编辑]
 《明史卷三百三十一》，出自《明史》